# كارلو كانيفا
كارلو كانيفا (بالإيطالية: Carlo Caneva)‏ (و. 1845- ت.1922) هو قائد عسكري إيطالي. تولى حكم مستعمرة طرابلس الغرب من أكتوبر 1911 وحتى سبتمبر 1912، وكان قائد الحملة الإيطالية الهادفة لاحتلالها خلال تلك الفترة.